# Порунов, Николай Петрович
Никола́й Петро́вич Поруно́в (1 июня 1928, Верхние Серги — 25 апреля 2017, там же) — советский инженер-конструктор, изобретатель, главный конструктор Верхнесергинского долотного завода (1967—1988).
Руководитель работ по созданию, внедрению в производство и усовершенствованию многих видов буровых шарошечных долот для горнорудной, нефтегазовой и строительной промышленности СССР.

## Биография
Родился 1 июня 1928 года в посёлке Верхние Серги Нижнесергинского района Свердловского округа Уральской области (в настоящее время — посёлок городского типа в составе Нижнесергинского муниципального района Свердловской области).
После окончания 9 классов в школе № 10, в августе 1945 года поступил на работу учеником чертёжника на Верхнесергинский долотный завод.
В 1946—1948 гг. — младший конструктор Верхнесергинского долотного завода.
В 1948—1949 гг. — конструктор Верхнесергинского долотного завода.
В 1949—1951 гг. — служба в Советской армии.
В 1951—1957 гг. — обучение на заочном отделении механико-машиностроительного факультета Уральского политехнического института имени С. М. Кирова.
В 1956—1960 гг. — ведущий конструктор Верхнесергинского долотного завода.
В 1960—1966 гг. — заместитель главного конструктора Верхнесергинского долотного завода.
В 1967—1988 гг. — главный конструктор Верхнесергинского долотного завода.
Под его руководством была проделана огромная работа по созданию, внедрению в производство, усовершенствованию, а также по повышению надёжности и долговечности буровых шарошечных долот для различных отраслей промышленности СССР.
Автор (вместе с соавторами) 20 авторских свидетельств.
Скончался 25 апреля 2017 года. Похоронен на кладбище посёлка городского типа Верхние Серги.

## Семья
- Супруга: Маргарита Ивановна Порунова (1931—2014).
  - Дети: Евгений Николаевич Порунов (род. 1954) — российский политический и государственный деятель, глава Екатеринбурга — председатель Екатеринбургской городской Думы (2010—2013); Владимир Николаевич Порунов (род. 1960).

## Награды и звания
- Орден «Знак Почёта»
- Медаль «Ветеран труда»
- Нагрудный знак «Изобретатель СССР»
- Серебряная и три бронзовые медали ВДНХ «За заслуги в народном хозяйстве СССР»
- Занесён в Книгу Почёта Верхнесергинского долотного завода